# Ciconia ciconia
La cigüeña blanca (Ciconia ciconia) es una especie de ave Ciconiiforme de gran tamaño, perteneciente a la familia Ciconiidae. Su plumaje es mayoritariamente blanco con negro en las alas, y las patas y el pico de los adultos adquieren un color rojo. Mide un promedio de 100 y 115 cm desde la punta del pico hasta el final de la cola, y sus alas pueden llegar a tener una envergadura entre 155 y 215 cm. Las dos subespecies, que son ligeramente diferentes por su tamaño, se aparean en Europa, el noreste y sur de África y el suroeste de Asia. El 25 % de la población mundial está concentrada en Polonia.
La cigüeña blanca es un ave migratoria de grandes distancias. Pasa el invierno en África desde la zona subsahariana hasta el sur, en el subcontinente indio y en zonas de la península arábiga. Al migrar entre Europa y África evita cruzar el mar Mediterráneo, por lo que realiza un desvío por el Levante mediterráneo en oriente, o por el estrecho de Gibraltar en occidente, debido a que las columnas térmicas que necesita no se forman sobre el agua.
Al ser un ave carnívora, la cigüeña blanca se alimenta de una gran variedad de pequeños animales, incluyendo insectos, peces, reptiles y pequeños mamíferos y aves. Consigue la mayor parte de su comida en el suelo, en zonas de baja vegetación o en fuentes de agua de poca profundidad. Es un reproductor monógamo que se empareja para toda la vida. Los dos miembros de la pareja construyen un nido de gran tamaño que puede ser utilizado por varios años. Cada año la hembra pone alrededor de cuatro huevos, que eclosionan de forma asíncrona treinta y tres o treinta y cuatro días después de haber sido puestos. Los dos adultos hacen turnos para incubar los huevos y ambos deben alimentar a los polluelos. Las crías dejan el nido entre los cincuenta y ocho a sesenta y cuatro días después de haber nacido; luego de ese periodo deben continuar siendo alimentados por los adultos por un periodo de siete a veinte días más.
La cigüeña blanca fue catalogada como una «especie bajo preocupación menor» por la Unión Internacional para la Conservación de la Naturaleza (UICN). Se benefició durante la Edad Media con ciertas actividades humanas, como el corte y despeje de áreas forestales, pero los cambios en los métodos agrícolas y la industrialización hicieron declinar su población e incluso causaron su desaparición de algunas regiones de Europa durante los siglos xix y xx. Los programas de conservación en Europa hicieron que la cigüeña blanca volviese a reproducirse en los Países Bajos, Bélgica, Suiza, Suecia y Portugal. Tiene pocos predadores naturales, pero acoge a varios tipos de parásitos. En su plumaje pueden habitar piojos y ácaros y, en su nido, varios tipos de mesostigmatas.
Esta ave ha dado origen a muchas leyendas e historias a lo largo de su área de distribución, de las cuales la más conocida es la historia que le atribuye traer a los bebés al nacer.

## Descripción

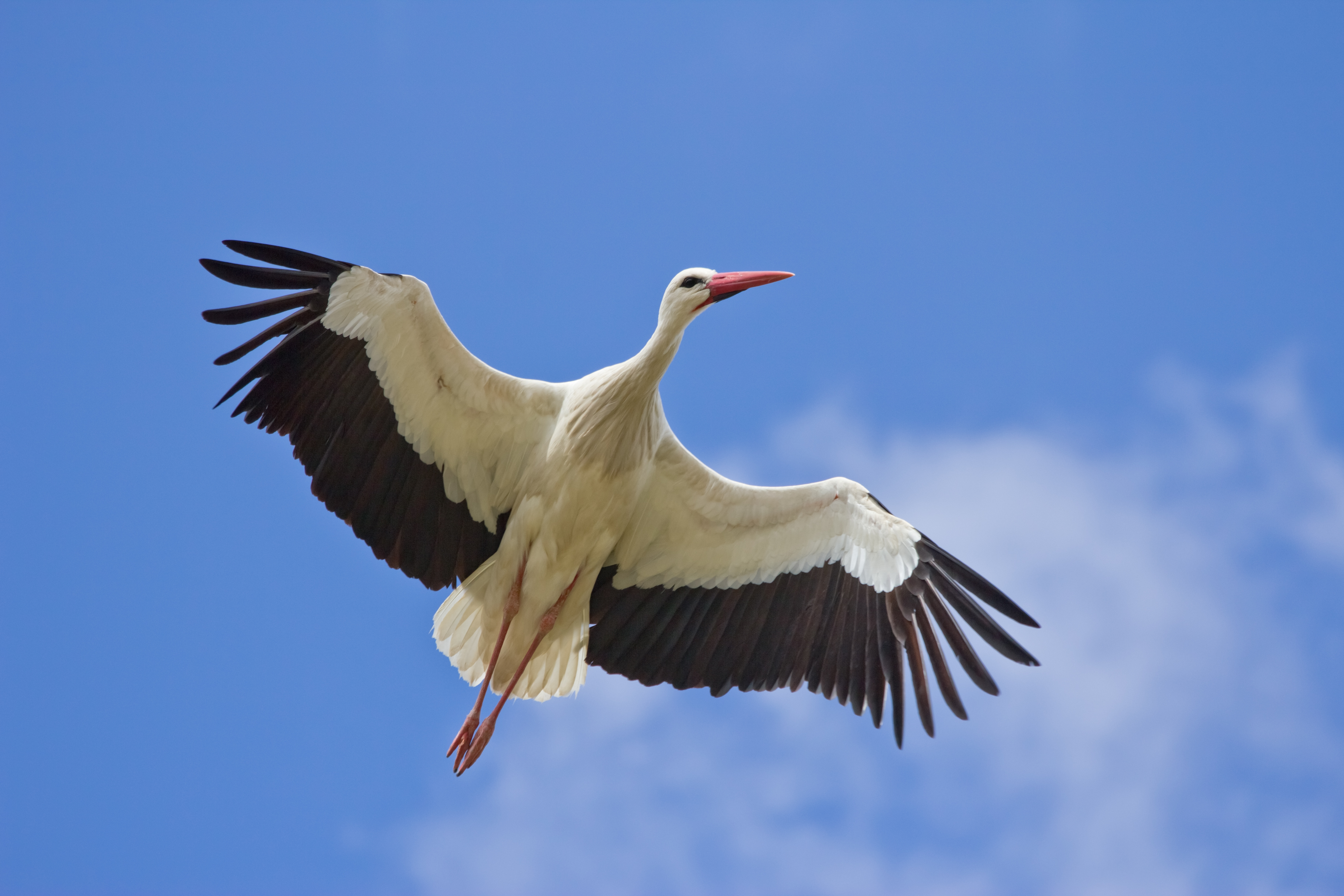
Las cigüeñas blancas vuelan con el cuello extendido.

Es un ave muy grande; una cigüeña adulta puede alcanzar una longitud de 100–115 cm, y una altura de pie de 100–125 cm. Puede alcanzar una envergadura alar de 155–215 cm y un peso de 2,3–4,5 kg. Como todas las cigüeñas, tiene patas largas, un cuello largo y un largo pico recto y puntiagudo. Ambos sexos tienen una apariencia idéntica, aunque los machos suelen ser más grandes que las hembras. Posee un plumaje principalmente blanco, con negro en las plumas de vuelo y las coberteras de las alas; el color negro se debe al pigmento melanina. Las plumas del pecho son largas y peludas, formando un collar que se utiliza en algunas exhibiciones de cortejo. El iris es marrón o gris, y la piel periorbital es de color negro. El ave adulta tiene un pico rojo brillante y patas rojas, cuya coloración se deriva de los carotenoides en su alimentación. Estudios demostraron que en algunas partes de España el pigmento se basa en astaxantina procedente de una especie de cangrejo de río introducida (Procambarus clarkii), y los colores brillantes rojos del pico aparecen incluso en los pichones, en contraste con los colores más apagados de los picos de cigüeñas blancas juveniles en otros lugares.
Al igual que otras cigüeñas, las alas son largas y anchas y permiten al ave de planear. El aleteo es lento y regular. Vuela con el cuello estirado hacia delante y con sus largas piernas extendiéndose más allá del borde de su cola corta. Camina a un ritmo lento y constante con el cuello estirado. En contraste, a menudo retrae su cabeza entre sus hombros cuando descansa. La muda no ha sido estudiada de forma exhaustiva, pero parece ocurrir durante todo el año, aunque las plumas de vuelo primarias son sustituidas durante la temporada de cría.

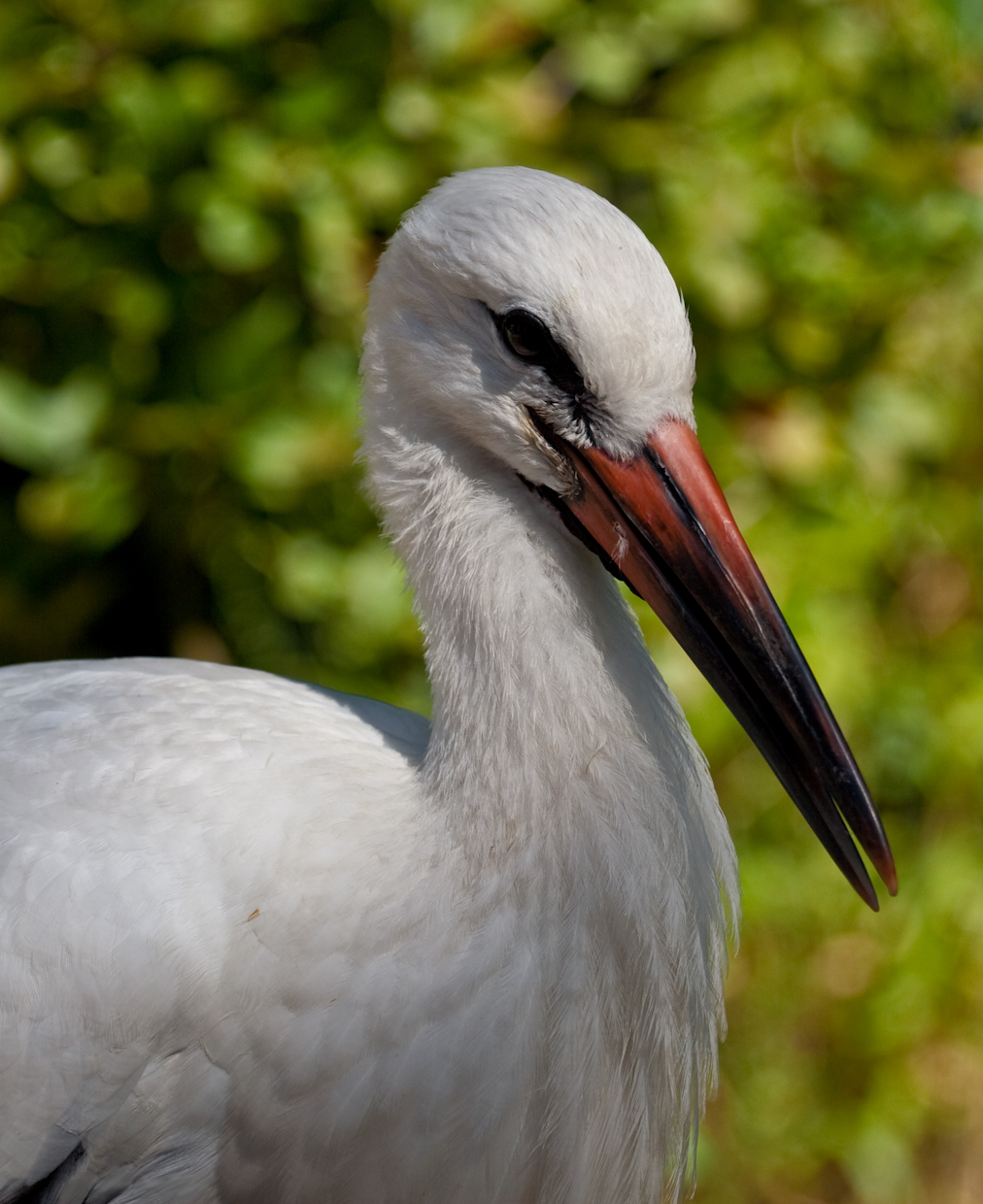
Un ave juvenil en los Países Bajos. El pico se vuelve rojo a partir de la base.

Al nacer, los pichones son parcialmente cubiertos de escasos plumones cortos y blanquecinos. Dentro de una semana estos primeros plumones se sustituyen por una capa más densa de plumón lanudo blanco. A las tres semanas, el ave juvenil adquiere escapularios y plumas de vuelo negros. Al nacer los pollitos tiene patas rosadas, que se convierten en negro grisáceo a medida que envejecen. Su pico es negro con una punta de color marrón. Al abandonar el nido, el plumaje del ave juvenil es similar al del adulto, aunque sus plumas negras son a menudo teñidas de marrón, y el pico y las patas son de color rojo-marrón o naranja más apagado. El pico es generalmente de color naranja o rojo con una punta más oscura. El color de los picos se convierte en el rojo de los adultos en el verano siguiente, aunque las puntas negras pueden persistir en algunas aves individuales. Las cigüeñas juveniles adoptan el plumaje adulto en su segundo verano.

### Identificación en vuelo
Dentro de su área de distribución la cigüeña blanca es distintiva cuando se ve en el suelo, pero en vuelo puede confundirse a cierta distancia con otras especies con colores semejantes, como el tántalo africano, el pelícano común y el buitre egipcio. El tántalo africano se distingue por su cola larga y negra, su pico amarillo, ligeramente curvado y por su tamaño ligeramente menor comparado a la cigüeña blanca. El pelícano común tiene patas cortas que no se extienden más allá de su cola, y vuela con el cuello retraído, manteniendo su cabeza cerca de su robusto cuerpo, dándole un perfil de vuelo diferente. Los pelícanos también se comportan de manera diferente, planeando en bandadas sincronizadas y ordenadas en lugar de bandadas de aves individuales desorganizadas como ocurre con las cigüeñas blancas. El buitre egipcio es mucho más pequeño que la cigüeña blanca, y tiene una larga cola en forma de cuña, patas más cortas, un cuello corto y una pequeña cabeza teñido de amarillo. La grulla común también puede parecer blanco y negro cuando vuela con un fondo de luz fuerte; se distingue por tener patas más largas y un cuello más largo.

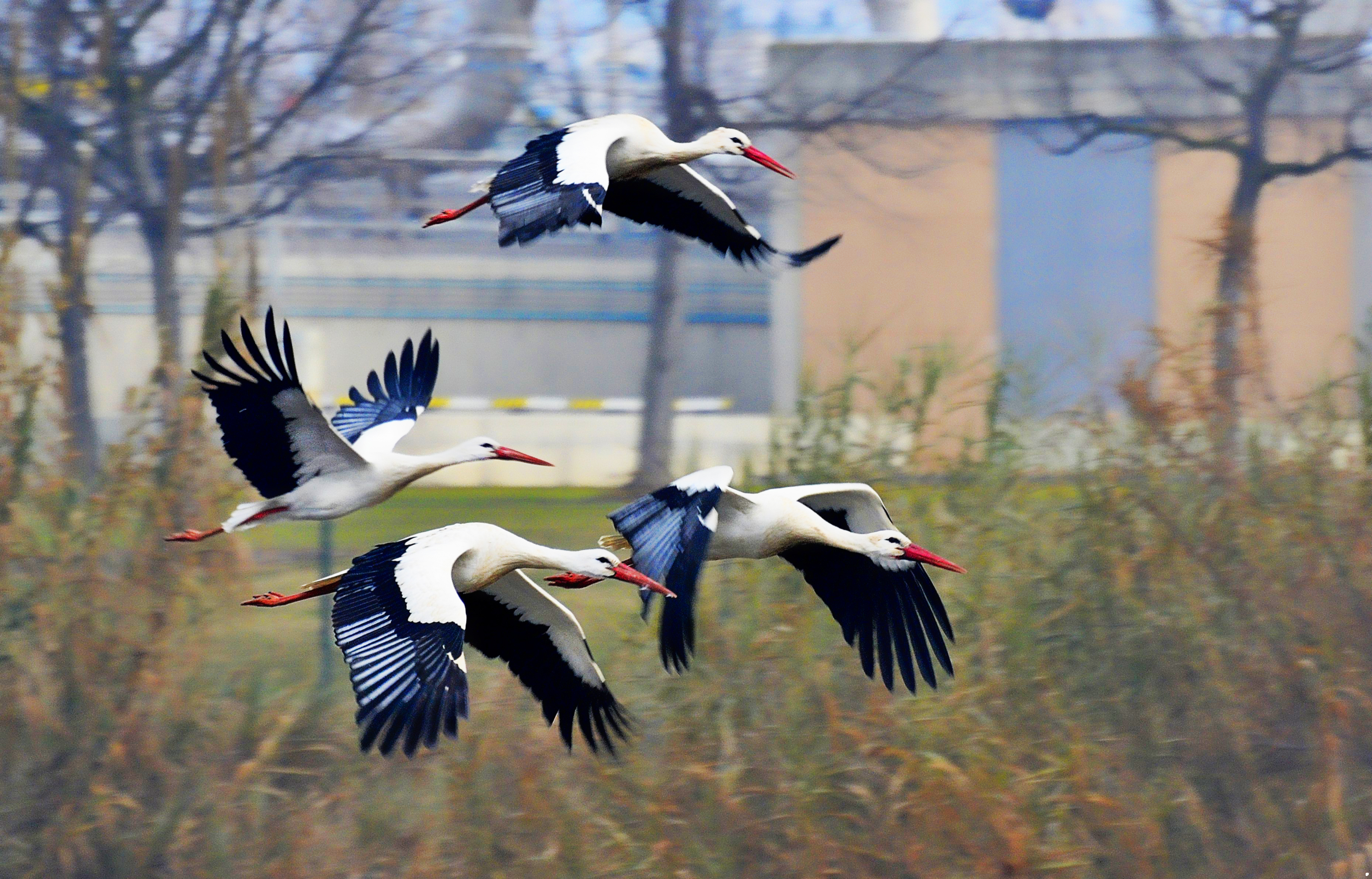
Cigüeñas blancas en majestuoso vuelo.

## Distribución y hábitat

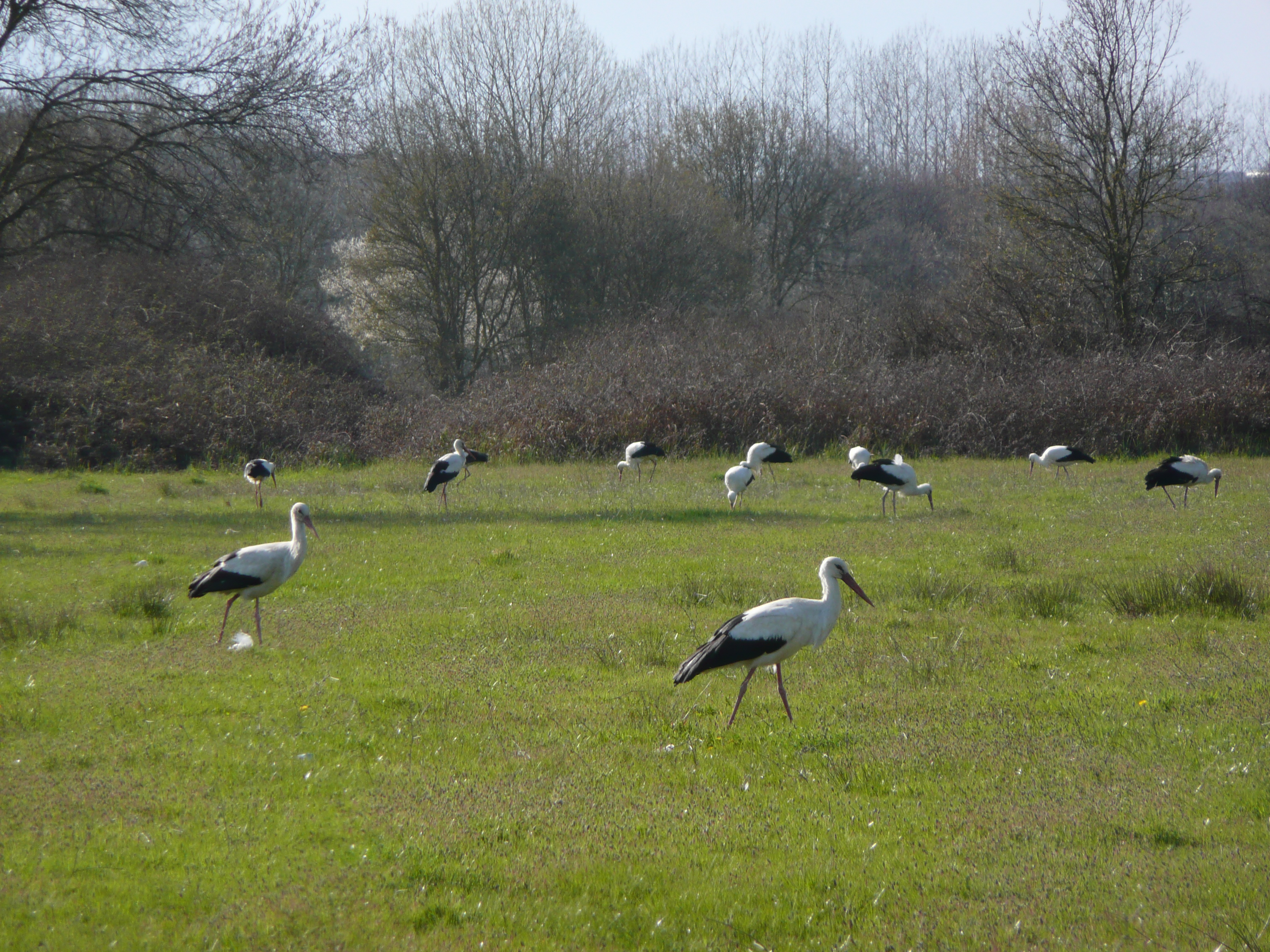
Una bandada buscando alimentos en Turquía. Las cigüeñas blancas evitan zonas cubiertas de hierba alta y arbustos.

La subespecie nominal, C. c. ciconia, tiene una amplia distribución, si bien disjunta, en Europa, el Norte de África y en algunas partes del occidente de Asia. En Europa existen concentraciones en la península ibérica y gran parte del centro y este de Europa, con un 25 % de la población mundial concentrada en Polonia, La población de la subespecie asiatica contaba alrededor de mil cuatrocientos cincuenta aves individuales y se distribuye en una región en Asia central entre el mar de Aral y Xinjiang en el oeste de China. Se cree que la población de Xinjiang se extinguió alrededor del año 1980.
Las rutas migratorias amplían el alcance de esta especie hasta muchas partes de África y la India. Algunas poblaciones eligen la ruta migratoria del este, que pasa a través del Medio Oriente hacia el este y centro de África.
Existen algunos registros de aves que anidan en Sudáfrica; desde 1933 unos pocos en Calitzdorp, y cerca de diez aves se reprodujeron desde la década de 1990 en los alrededores de Bredasdorp. Una pequeña población de cigüeñas blancas –principalmente Ciconia ciconia asiatica– inverna en la India, donde se observaron bandadas de hasta doscientas aves atravesando el valle de Kurram durante la migración de primavera a principios del siglo xx.
Sin embargo, aves que fueron anilladas en Alemania han sido recuperadas en el oeste (Bikaner) y el sur (Tirunelveli) de India. Un ejemplar atípico con piel orbital de color rojo –una característica de la cigüeña oriental– ha sido registrado en India y se requiere un estudio más profundo de la población en la India. Al norte de la zona de reproducción, es un vagante de paso en Finlandia, Gran Bretaña, Irlanda, Islandia, Noruega y Suecia, y al oeste un vagante de paso en los Azores y Madeira. Recientemente su área de distribución se extendió hasta incluir el oeste de Rusia.
Las zonas de alimentación preferidas de la cigüeña blanca se componen de pastos verdes, tierras de cultivo, y humedales poco profundos. Evita las áreas cubiertas de hierba alta y arbustos. Por ejemplo en la región de Chernóbil en el norte de Ucrania, las poblaciones de cigüeñas blancas disminuyeron después del accidente nuclear de 1986 cuando las tierras cultivadas fueron abandonadas y se transformaron en baldíos con arbustos y hierba alta. En algunas regiones de Polonia, las malas condiciones en las zonas de alimentación naturales obligaron las aves a buscar alimentos en vertederos desde 1999. También existen informes de cigüeñas blancas buscando alimentos en basureros en el Oriente Medio, África del Norte y África del Sur, fuera de la temporada de cría.
Anida en mayor número en zonas con pastizales abiertos, zonas verdes húmedas o periódicamente inundadas, y menos en zonas con una cobertura vegetal alta, como los bosques y matorrales. En las zonas de invernada en África, habita en pastizales, humedales y tierras de cultivo.
Las cigüeñas blancas probablemente aprovecharon de las actividades humanas durante la Edad Media cuando se despejó la superficie forestal para crear nuevos pastos y tierras de cultivo. En aquella época se distribuyeron en buena parte de Europa, reproduciéndose tan al norte como Suecia. Es un visitante poco común en las islas británicas, donde se observan unos veinte aves cada año, aunque no hay registros de anidación. En el año 1416 una pareja de cigüeñas blancas construyó su nido encima de la catedral de Saint Giles en Edimburgo, Escocia.
En el siglo xix comenzó un descenso de la población debido a la industrialización y los cambios en los métodos agrícolas. Las cigüeñas blancas ya no anidan en muchos países, y las concentraciones actuales de la población occidental se encuentran en Portugal, España, Ucrania y Polonia. En la península ibérica, las poblaciones se concentran en el suroeste, y también experimentaron un descenso debido a las prácticas agrícolas. En cambio, hubo un aumento notable del número de cigüeñas blancas en las tierras altas de la región de Podhale en el sur de Polonia, donde criaron por primera vez en 1931 y anidaron en altitudes cada vez más elevadas, hasta 890 m s. n. m., según un estudio publicado en 2005. Los autores sugieren que esto tiene relación con el calentamiento climático que permite la afluencia de otros animales y plantas a altitudes más altas. Las cigüeñas blancas que migraron para anidar en la provincia de Poznan en el oeste de Polonia, lo hicieron unos 10 días antes en los últimos veinte años del siglo xx de que lo hicieron a finales del siglo xix.

### Migración

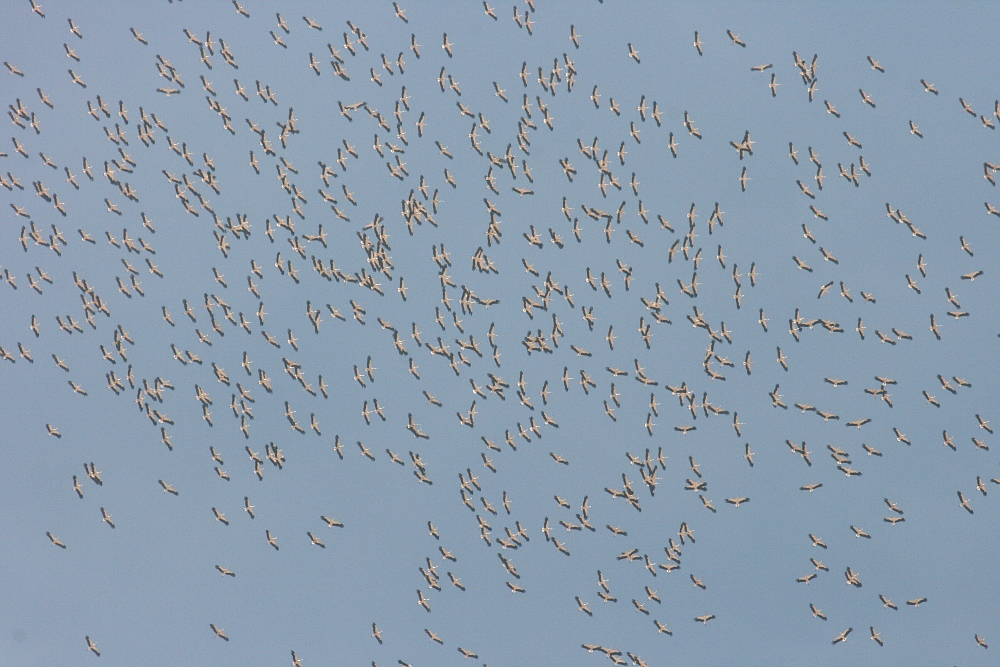
Una bandada de paso sobre Israel. Durante la migración las cigüeñas blancas utilizan columnas térmicas para ganar altitud y reducir el esfuerzo de los vuelos de larga distancia.

El estudio sistemático de la migración comenzó con el ornitólogo alemán Johannes Thienemann que dio inicio a las investigaciones previas  de anillamiento en 1906 en el observatorio de aves de Rossitten en el istmo de Curlandia, en lo que entonces era Prusia Oriental. Aunque Rossitten en si no tenía una gran concentración de cigüeñas, el observatorio coordinó el anillamiento a gran escala de la especie en Alemania y en otras partes de Europa. Entre 1906 y la Segunda Guerra Mundial se anillaron alrededor de cien mil cigüeñas blancas, principalmente aves juveniles, de las cuales más de dos mil fueron recuperados a largas distancias entre 1908 y 1954 km.

#### Rutas
En agosto y septiembre las cigüeñas blancas abandonan las zonas de anidación en Europa y vuelan hacia el sur en dirección de África. Allí pasan el invierno en las sabanas desde Kenia y Uganda hacia el sur hasta la provincia del Cabo en Sudáfrica. En estas zonas se congregan en grandes bandadas que pueden exceder mil aves. Algunos divergen hacia el occidente, hasta el oeste de Sudán y Chad, e incluso hasta Nigeria. En la primavera las aves regresan al norte, pasando por Sudán y Egipto entre febrero y abril. Llegan en Europa en torno a finales de marzo y abril, después de un viaje que dura de media cuarenta y nueve días. En comparación, el viaje de otoño se completa en aproximadamente veintiséis días. La presencia de vientos de cola y la escasez de alimentos y de agua a lo largo de la ruta –aves suelen sobrevolar con mayor velocidad las regiones que carecen de recursos– aumentan la velocidad promedio de viaje.
Para evitar una larga travesía del mar Mediterráneo, las aves de Europa central o bien siguen una ruta de migración oriental –en la cual cruzan el Bósforo en Turquía, atraviesan el Levante, y siguen el Nilo hacia el sur del valle, evitando el desierto del Sahara– o bien siguen una ruta occidental a través del estrecho de Gibraltar. Estos corredores migratorios maximizan el aprovechamiento de las térmicas y así permiten ahorrar energía. La ruta oriental es, de lejos, la más importante y es utilizada anualmente por quinientas treinta mil cigüeñas blancas, convirtiéndola en la segunda especie migratoria más común en esta zona (después del abejero europeo). Las bandadas de aves migratorias, como las aves de presa, las cigüeñas blancas y los pelícanos comunes pueden alcanzar 200 km de longitud. La ruta oriental es dos veces más larga que la occidental, pero por ambas rutas las cigüeñas toman el mismo tiempo para llegar a las zonas de invernada.
Las cigüeñas blancas juveniles que se embarcan en su primera migración hacia el sur, lo hacen en una dirección heredada; sin embargo, si son desplazadas por condiciones climáticas adversas, no tienen la capacidad de compensar y pueden terminar en un nuevo lugar de invernada. En cambio, las aves adultas pueden compensar por los fuertes vientos y ajustan su rumbo para terminar en las zonas de invernada tradicionales, ya que están familiarizados con su ubicación. Por la misma razón, todas las aves migratorias que regresan en la primavera, incluso las aves desviadas hacia nuevos lugares de invernada, tienen la capacidad de navegar hacia las zonas de anidación. Un experimento con aves juveniles criadas en cautividad en Kaliningrado y puestos en libertad sin la presencia de cigüeñas salvajes, demostró que aparentemente tenían el instinto de volar hacia el sur.

#### Energéticos
Las cigüeñas blancas dependen de columnas térmicas para poder planear las largas distancias de las migraciones anuales entre Europa y África subsahariana. Para muchas aves la ruta más corta las llevaría a través del Mediterráneo; sin embargo, como las térmicas no se forman sobre el agua, por lo general prefieren el desvío por tierra para evitar vuelos transmediterráneos que requieren un aleteo enérgico prolongado. Se estima que por distancia recorrida, aletear metaboliza veintitrés veces más grasa corporal que planear. Así, las bandadas vuelan en espiral aprovechando las corrientes térmicas que encuentran en su camino  para elevarse hasta una altitud de 1200–1500 m sobre el nivel del mar el occidente de Sudán han llegado a ser observadas a una altitud de 3300 m.
De vez en cuando pueden ocurrir vuelos largos sobre el agua. Por ejemplo, una cigüeña blanca juvenil anillada en un nido en Dinamarca, apareció posteriormente en Inglaterra, donde pasó unos días antes de seguir su viaje. Luego fue observada sobrevolando la isla de Saint Mary's, y tres días más tarde llegó a Madeira en mal estado. Esta isla se encuentra a 500 km de África, y a dos veces esta distancia del continente europeo. La migración a través del Oriente Medio puede verse obstaculizada por el chamsin, vientos racheados que traen días cubiertos, inapropiados para el vuelo. En esta situación, las bandadas de cigüeñas blancas esperan en el suelo, de pie y de cara al viento, hasta que se acaba el mal tiempo.

## Comportamiento

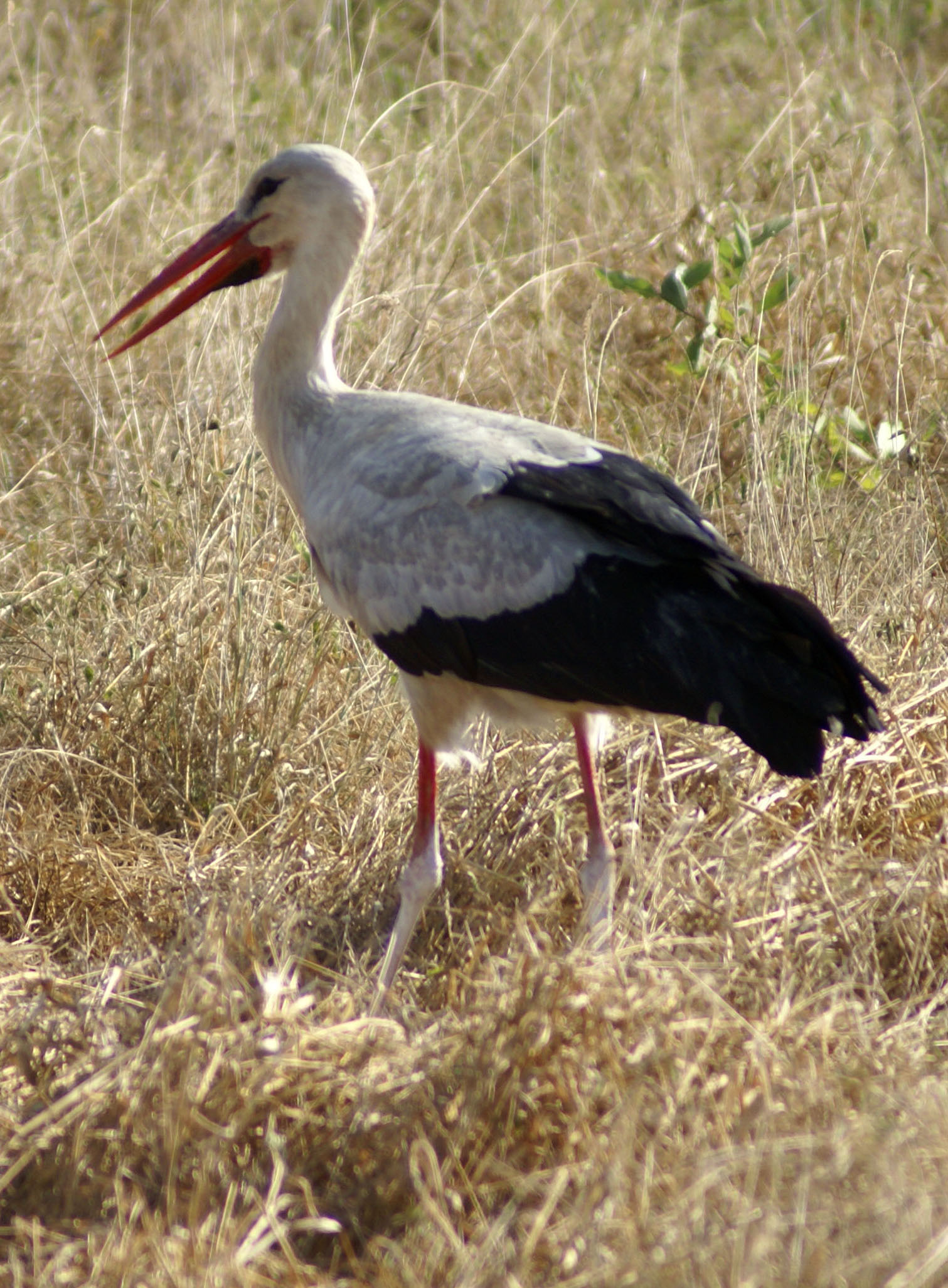
Un ave adulta en el parque nacional de Tsavo Oeste, Kenia. Las partes inferiores de las patas son de color blanquecino tras ser cubiertas con su propio excremento, un ejemplo de termorregulación por urohidrosis.

Es un ave gregaria y se registraron bandadas compuestas de miles de aves en las rutas de migración y en las zonas de invernada en África. Las aves que no se reproducen, se reúnen en grupos de 40 o 50 durante la temporada de cría. La cigüeña de Abdim, con su plumaje oscuro y su tamaño menor, a menudo se junta a las bandadas de cigüeñas blancas en el sur de África. Parejas de cigüeñas blancas pueden reunirse en pequeñas bandadas para cazar y en algunas zonas se observó anidación en colonias. Sin embargo, el tamaño de los grupos varía mucho y la estructura social en las colonias es vagamente definida; cigüeñas juveniles a menudo anidan en sitios periféricos, mientras que las cigüeñas mayores alcanzan mayor éxito reproductivo al ocupar los nidos de mejor calidad en el centro de las colonias. La estructura social y la cohesión del grupo se mantiene por medio de comportamiento altruista tal como el acicalado. Cigüeñas blancas exhiben este comportamiento únicamente en el sitio del nido. Aves de pie acicalan las cabezas de aves sentadas, a veces se trata de padres acicalando a juveniles, a veces son aves juveniles que se acicalan los unos a los otros. A diferencia de la mayoría de las cigüeñas, la cigüeña blanca nunca adopta una postura con las alas extendidas, aunque deja caer sus alas (manteniéndolas lejos de su cuerpo con las plumas primarias apuntando hacia abajo) cuando su plumaje está mojado.
A veces dirige sus excrementos, que contienen heces y orina, sobre sus propias piernas haciendo que parezcan blancas. La evaporación resultante proporciona enfriamiento y se denomina urohidrosis. Las aves que han sido anilladas a veces pueden ser afectadas por la acumulación de excrementos alrededor del anillo que puede conducir a la constricción y trauma de la pierna. La cigüeña blanca se destaca también por el uso de herramientas, apretando musgo en el pico para gotear agua en las bocas de sus polluelos.

### Comunicación

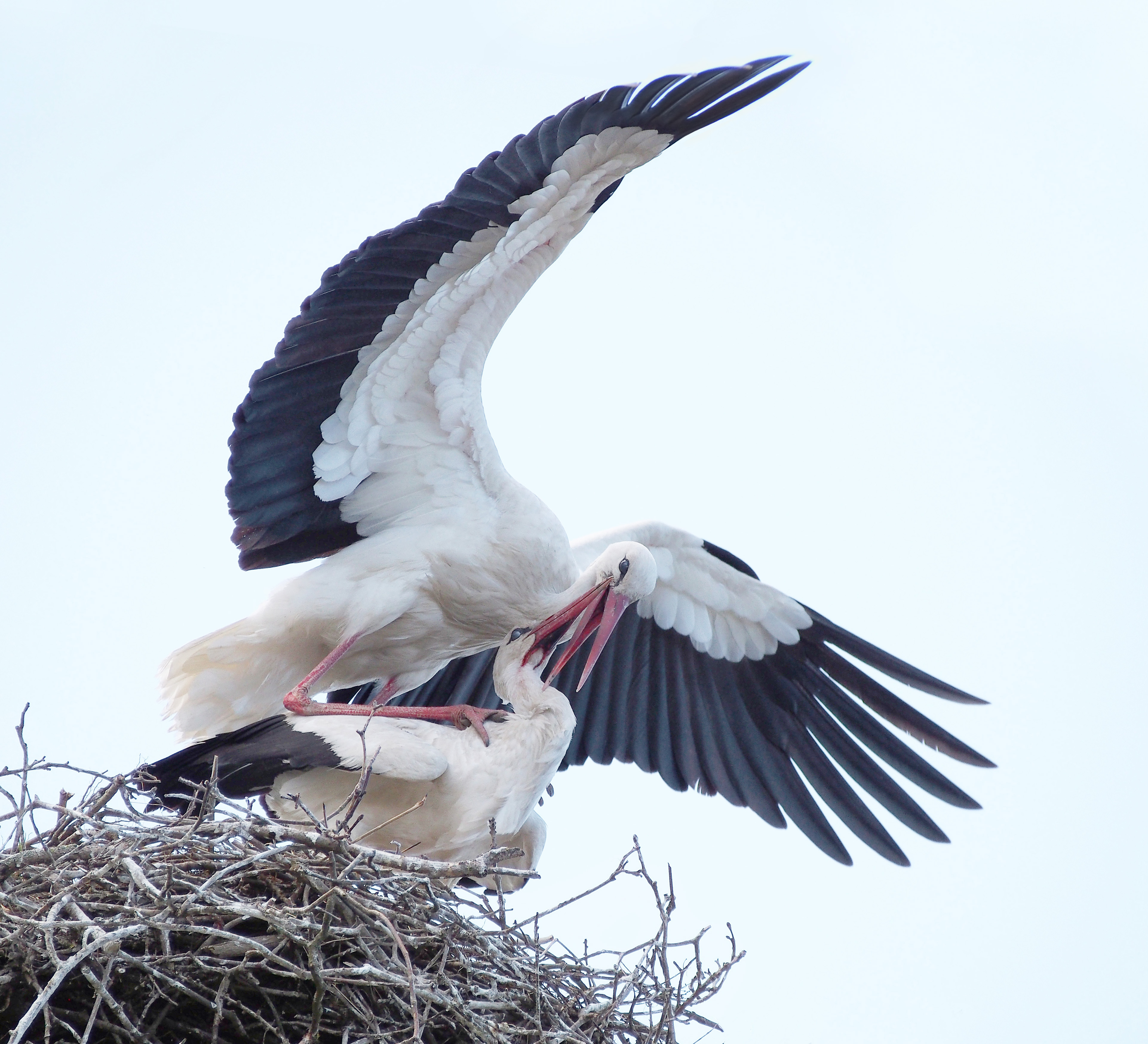

El sonido principal producido por la cigüeña blanca adulta es el crotoreo que realiza con el pico, cuyo sonido es similar al de unas castañuelas. La cigüeña emite este potente sonido al abrir y cerrar el pico en secuencias rápidas, produciendo un golpeteo rítmico, amplificado por el saco gular que actúa como un resonador. El crotoreo es un medio de comunicación que se utiliza en una variedad de interacciones sociales, volviéndose generalmente más fuerte cuanto más tiempo dura, y adopta ritmos característicos dependiendo de la situación; por ejemplo, se vuelve más lento durante la cópula y más breve cuando se emite como señal de alarma. El único sonido vocal emitido por aves adultas es un silbido apenas audible; en cambio, las aves juveniles pueden emitir un silbido más fuerte, diversos píos, y un «meow» felino que utilizan para pedir comida. Al igual que las aves adultas, los juveniles también traquetean sus picos. La exhibición del comportamiento arriba-abajo (en inglés: up-down display) se utiliza en viarias interacciones con otros miembros de la misma especie. De forma repetida, lanza su cabeza rápidamente hacia atrás, hasta que su corona descansa sobre su espalda, y luego mueve su cabeza y cuello hacia adelante. Este comportamiento se utiliza como saludo entre las aves, después del coitus, y también como una exhibición de amenaza. Parejas reproductoras son territoriales durante el verano, y utilizan este comportamiento, así como el agachado hacia adelante con la cola inclinada y las alas extendidas.

### Alimentación
Se alimenta de una amplia variedad de presas animales. Prefiere buscar alimentos en praderas que se encuentran dentro de unos 5 km de su nido, en lugares con vegetación corta lo que facilita el acceso a sus presas. Su dieta varía según la temporada, la localidad y la disponibilidad de presas. Presas comunes incluyen insectos –principalmente escarabajos, saltamontes, langostas y grillos– lombrices, reptiles, anfibios –en particular ranas, como la rana comestible (Pelophylax kl. Esculentus) y la rana común (rana temporaria)– y pequeños mamíferos como ratones, topos y musarañas. Presas menos comunes incluyen crías y huevos de aves, peces, moluscos, crustáceos y escorpiones. Caza principalmente durante el día, tragando enteras las presas pequeñas, pero suele matar y partir presas mayores antes de tragarlas. A veces ingiere cintas de goma que confunde con lombrices de tierra, lo que puede resultar en una obstrucción fatal del tracto digestivo.
La dieta de las aves que no se reproducen es similar al de las aves que anidan, pero a menudo buscan alimentos en zonas más secas. Se ha observado que cigüeñas blancas que invernan en el oeste de la India siguen al antílope indio para capturar insectos perturbados por ellos. Cigüeñas blancas que invernan en la India a veces buscan alimentos junto a la cigüeña de cuello blanco (Ciconia episcopus). La piratería de alimentos fue observada en la India donde una cigüeña blanca se apropió de un roedor capturado por un aguilucho lagunero, y en algunas zonas de Polonia el aguilucho cenizo fue observado hostigando a cigüeñas blancas mientras cazaron arvicolinos.

### Reproducción y esperanza de vida

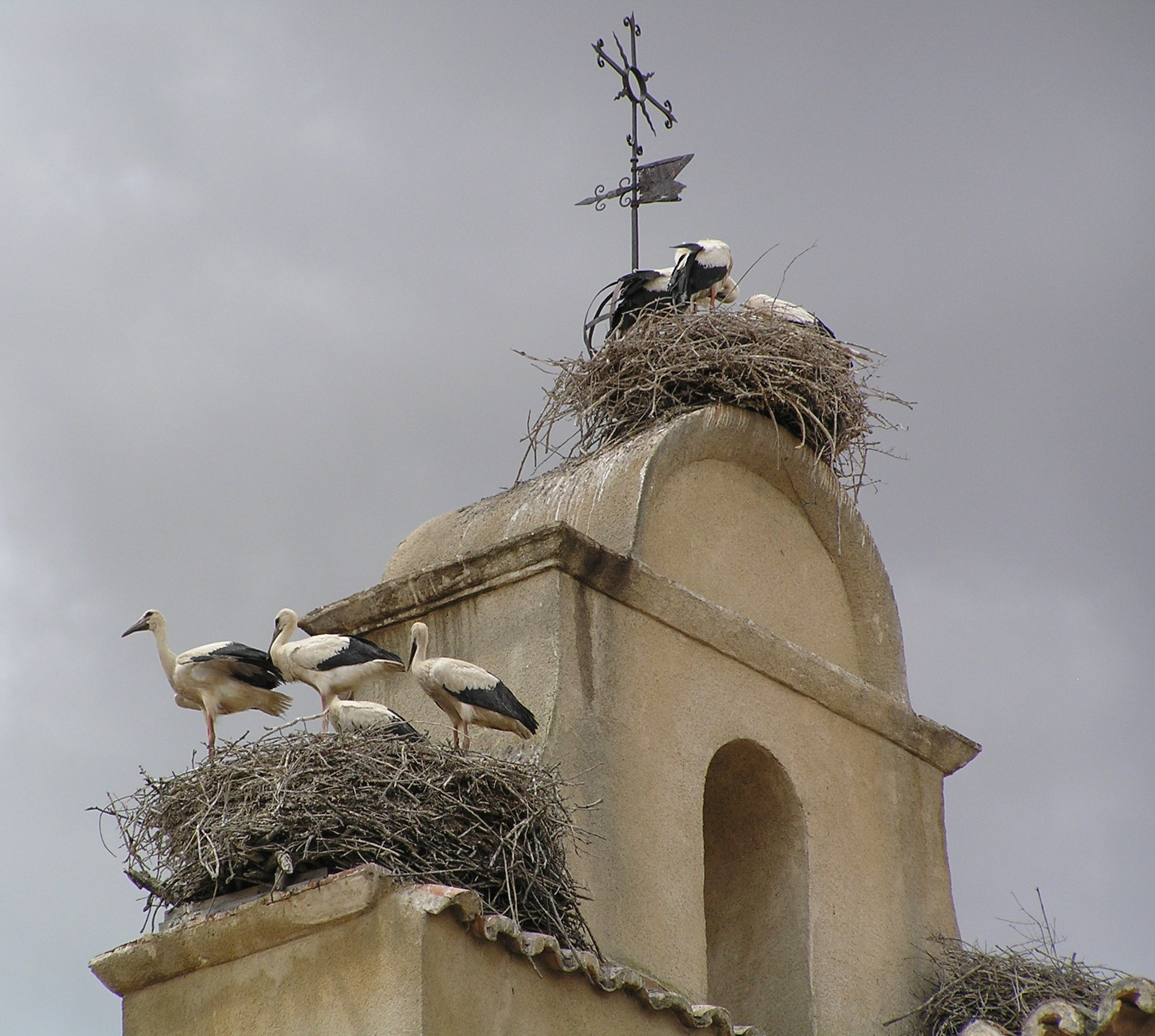
Nidos en un campanario en España. Las cigüeñas blancas a menudo forman pequeñas colonias de anidación.

La cigüeña blanca se reproduce en zonas agrícolas abiertas con acceso a humedales pantanosas; construye un nido grande en la cima de árboles, edificios, o en plataformas artificiales levantadas específicamente para este propósito. El nido se construye de ramas y palos, y tiene un diámetro de 0,8–1,5 m, una profundidad de 1–2 m, y pesa entre 60 y 250 kg. A menudo los nidos se construyen en colonias cuya composición puede variar a lo largo de los años. Como fueron considerados un buen augurio, las cigüeñas no fueron perseguidas y a menudo anidan cerca de asentamientos humanos; en el sur de Europa, se puede observar nidos de cigüeñas en los campanarios de iglesias y en otros edificios. El nido suele ser utilizado año tras año, sobre todo por los machos mayores. Los machos llegan a principios de la temporada de cría y eligen los nidos. Los nidos más grandes son asociados con un mayor éxito en la cría, y parecen ser buscados. El cambio de nido es a menudo relacionado con un cambio en la composición de la pareja, y la falta de éxito en la cría en el año anterior; las aves más jóvenes son más propensas a cambiar de sitio de anidación. La composición de la pareja puede cambiar varias veces durante la primera fase de la temporada reproductiva, y la cría solo comenzará después de que se haya establecido un apareamiento estable.

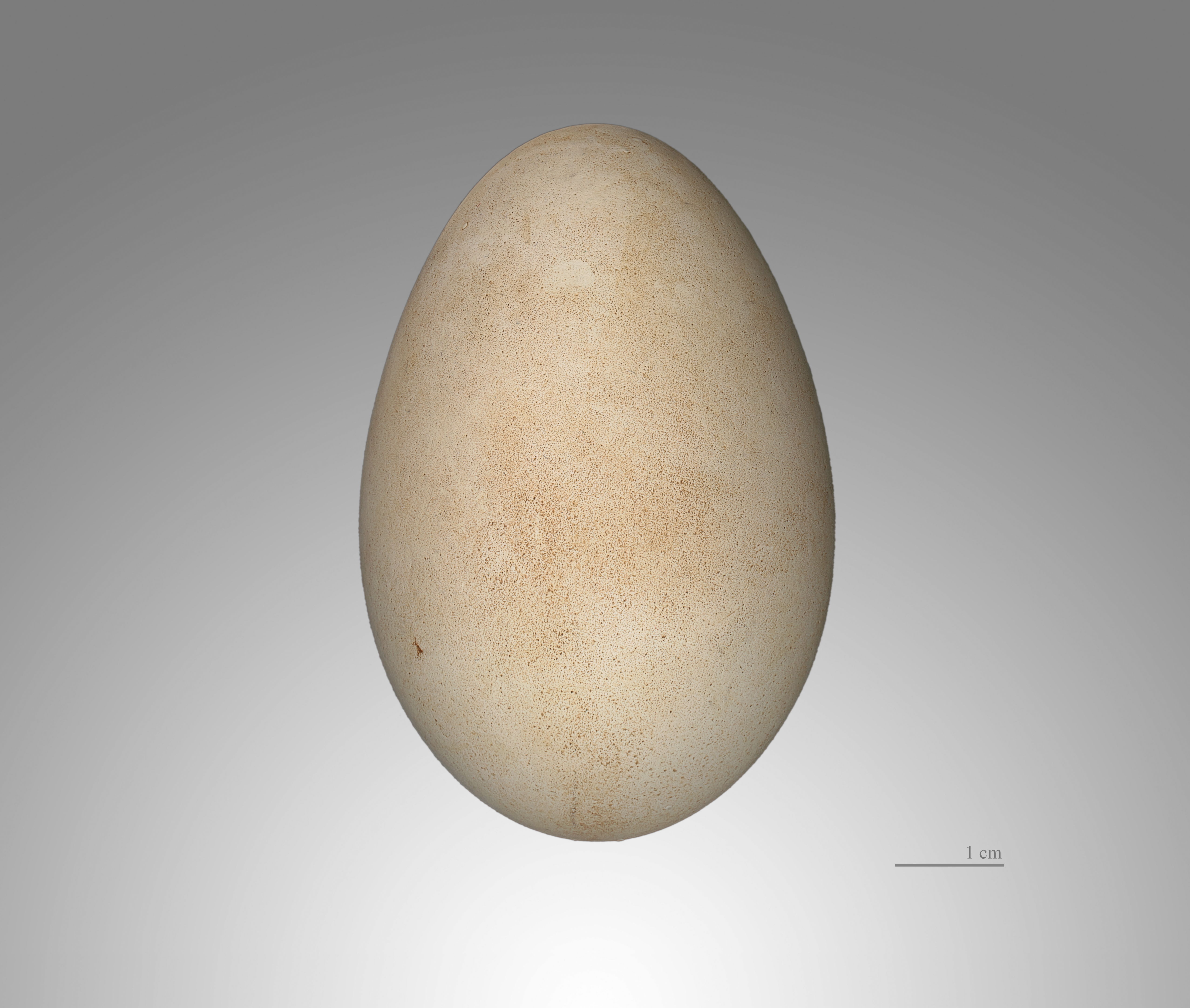
Huevo de cigüeña blanca.

Varias especies de aves suelen anidar en los grandes nidos de la cigüeña blanca. Ocupantes regulares incluyen el gorrión común, gorrión molinero, y estornino pinto; residentes menos comunes incluyen el cernícalo vulgar, mochuelo europeo, carraca europea, lavandera blanca, colirrojo tizón, grajilla, y gorrión moruno.
Las cigüeñas blancas emparejadas se saludan con una exhibición del comportamiento arriba-abajo, sacudiendo la cabeza agachándose, y crotoreando mientras lanzan la cabeza hacia atrás. Las parejas copulan frecuentemente durante el mes que precede la puesta. En el mundo animal, una alta frecuencia de copulación entre parejas es generalmente asociada con competencia espermática y una alta frecuencia de copulación extrapareja; sin embargo, la copulación extrapareja no es un comportamiento común de las cigüeñas blancas.
Una pareja tiene una sola puesta por año. La hembra típicamente pone cuatro huevos, aunque se registraron también puestas de uno hasta siete huevos. Los huevos son de color blanco, pero a menudo tienen una apariencia amarillenta debido a una capa glutinosa. Miden 72,58 x 51,86 mm, y pesan entre 96 y 129 g, de los cuales 10,76 g representan el peso de la cáscara. La incubación se inicia con la puesta del primer huevo, y los huevos eclosionan de forma asíncrona después de 33 a 34 días. La primera cría suele tener una ventaja competitiva sobre las demás. Aunque los polluelos más fuertes no son agresivos hacia sus hermanos más débiles, como suele ocurrir con algunas otras especies, los polluelos débiles o pequeños son a veces matados por sus propios padres. Este comportamiento se produce en épocas de escasez de alimentos; la reducción del número de crías aumenta la posibilidad de supervivencia de las crías restantes. Como los polluelos no se atacan entre sí, y porque el método de alimentación de los padres (regurgitación de grandes cantidades de alimentos a la vez) significa que las crías más fuertes no pueden directamente impedir el acceso a alimentos a las crías más débiles, el infanticidio parental es una forma eficaz para reducir el tamaño de la nidada. Sin embargo, este comportamiento no se observa comúnmente.

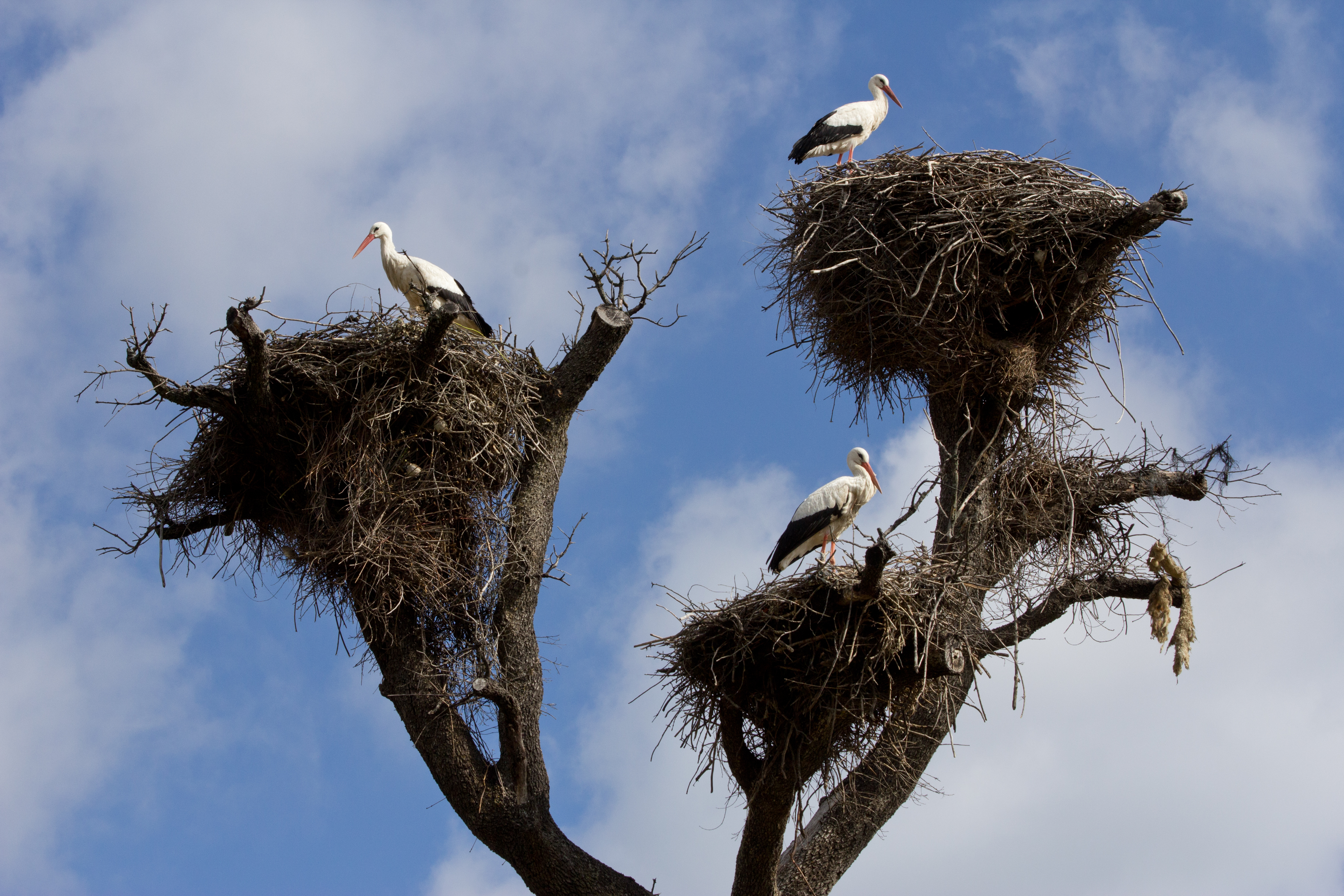
Varios nidos construidos sobre un árbol de ramas taladas en Madrid, España. Bajo los grandes nidos también se asientan otras especies, como los gorriones.

La temperatura primaveral juega un papel importante alrededor del tiempo de la eclosión; temperaturas frescas y mucha lluvia aumentan la mortalidad entre los neonatos y reducen la tasa de éxito de las nidadas. Sorprendentemente, estudios sugieren que las crías que nacieron tarde, suelen producir más crías una vez que llegan a la edad adulta, que sus compañeros de nido que nacieron primeros. El peso de los polluelos aumenta rápidamente durante las primeras semanas y llega a un nivel de aproximadamente 3,4 kg en 45 días. La longitud del pico crece linealmente durante aproximadamente 50 días. Las aves juveniles son alimentadas con gusanos e insectos que los padres regurgitan en el suelo del nido. Los polluelos mayores buscan alimentos en la boca de sus padres. Los polluelos abandonan el nido dentro 58 hasta 64 días de la eclosión.
La cigüeña blanca generalmente comienza a reproducirse cuando tiene cuatro años de edad, aunque se registraron también primeras reproducciones a una edad tan temprana como dos años, y tan tardía como siete años. La más longeva cigüeña blanca salvaje conocida vivió durante 39 años después de ser anillada en Suiza, En cautiverio puede llegar a tener más de 35 años.

## Parásitos y enfermedades
Los nidos de cigüeñas blancas forman un hábitat para una serie de pequeños artrópodos, en especial durante los meses de verano cuando las aves ocupan el nido para reproducirse. En el curso de los años las cigüeñas traen material adicional para forrar sus nidos y capas de materia orgánica se acumulan en su interior. Los cuerpos de las aves tienden a regular la temperatura dentro del nido, y los excrementos, restos de comida y de plumas, y fragmentos de piel alimentan a una larga y diversa población de ácaros mesostigmaticos. Un estudio de doce nidos encontró 13 352 ácaros de 34 especies, siendo los más comunes Macrocheles merdarius, M. robustulus, Uroobovella pyriformis y Trichouropoda orbicularis, que en conjunto representan casi el 85 % de todos los especímenes recogidos. Estos se alimentan de los huevos y larvas de insectos y de los nematodos que abundan en la hojarasca del nido. Estos ácaros se dispersan por escarabajos coprofílicos, a menudo de la familia Scarabaeidae, o en el estiércol traído por las cigüeñas durante la construcción del nido. No se producen ácaros parásitos, tal vez por ser controlados por las especies depredadoras. El impacto total de la población de ácaros no está claro; los ácaros pueden tener un papel en la represión de organismos dañinos (y por lo tanto ser beneficiosos), o pueden, ellos mismos, tener un efecto adverso sobre los polluelos.
Las aves mismas son huéspedes para especies de ácaros de las plumas, pertenecientes a más de cuatro géneros. Estos ácaros, incluyendo Freyanopterolichus pelargicus y Pelargolichus didactylus, se alimentan de los hongos que crecen en las plumas. Es posible que los hongos encontrados en el plumaje se alimentan de la queratina de las plumas exteriores, o del aceite de las plumas. Piojos masticadores como Colpocephalum zebra tienden a encontrarse en las alas, y Neophilopterus incompletus en otras partes del cuerpo.
La cigüeña blanca también lleva varios tipos de parásitos internos, incluyendo Toxoplasma gondii y parásitos intestinales del género Giardia. Un estudio de 120 cadáveres de cigüeñas blancas de Sajonia-Anhalt y Brandeburgo en Alemania dio ocho especies de trematodos (lombrices), cuatro especies de cestodos, y al menos tres especies de nematodos. Una especie de tremátodo, Chaunocephalus ferox, causó lesiones en la pared del intestino delgado en un número de aves ingresadas en dos centros de rehabilitación en el centro de España, y se asoció con un peso reducido. Se trata de un patógeno y causa de morbilidad reconocido en el picotenaza asiático (Anastomus oscitans).
El virus del Nilo Occidental es principalmente una infección de aves que se transmite entre las aves por mosquitos. Las aves migratorias parecen tener un papel importante en la propagación del virus, cuya ecología sigue siendo poco conocida. El 26 de agosto de 1998, una bandada de cerca de 1200 cigüeñas blancas migrantes se había desviado de su ruta migratoria hacia el sur y aterrizó en Eilat, en el sur de Israel. La bandada estaba bajo estrés porque tuvo que recurrir al aleteo para volver a su ruta migratoria, y un número de aves murió posteriormente. Una cepa virulenta del virus del Nilo Occidental fue aislada de los cerebros de once de las aves jóvenes muertas. En otras cigüeñas blancas, que fueron evaluadas posteriormente en Israel, se encontraron anticuerpos contra el virus del Nilo Occidental. En 2008 tres cigüeñas blancas jóvenes procedentes de un refugio de vida silvestre en Polonia resultaron seropositivas, indicando su exposición al virus del Nilo occidental, aunque el contexto o la existencia del virus en ese país no está claro.

## Taxonomía
La cigüeña blanca es una de muchas especies de aves originalmente descritas por Linnaeus en la 10.ª edición de Systema Naturae (1758), en la cual se le dio el nombre binomial de Ardea ciconia. En 1760 fue reclasificada como la especie tipo del nuevo género Ciconia por el zoólogo francés Mathurin Jacques Brisson. Tanto el nombre de género como el epíteto específico, ciconia, son la palabra latina para «cigüeña», grabada originalmente en la obra de Horacio y Ovidio. La palabra latina sobrevive en muchas lenguas romances (cicogna, cigogne, cegonha y similares).
Se reconoce dos subespecies:
- C. c. ciconia, la subespecie nominal descrita por Linnaeus en 1758, cuya área de anidación se extiende desde Europa hasta el noroeste de África y Asia occidental, y en el sur de África, y que inverna principalmente en África al sur del desierto del Sahara,[7] aunque algunas aves invernan en la India.[27]
- C. c. asiatica, descrito por el naturalista ruso Nikolai Severtzov en 1873, que anida en Turkestan e inverna desde Irán hasta India. Es ligeramente más grande que la subespecie nominal.[7][25]

La familia Ciconiidae se compone de seis géneros divididos en tres grupos: las cigüeñas de bosque (Mycteria y Anastomus), las cigüeñas gigantes (Ephippiorhynchus, Jabiru y Leptoptilos), y las cigüeñas «típicas», Ciconia. El grupo de las cigüeñas típicas incluye la cigüeña blanca y otros seis especies existentes, que se caracterizan por picos rectos y puntiagudos y un plumaje principalmente negro y blanco. Sus parientes más cercanos son las cigüeñas orientales (Ciconia boyciana) de Asia oriental, anteriormente clasificadas como una subespecie de la cigüeña blanca, y la cigüeña maguari (Ciconia maguari) de Sudamérica.
Las similitudes de comportamiento y los resultados de estudios bioquímicos, mediante el análisis de secuencias de genes citocromo b mitocondrial y de hibridación ADN-ADN sugieren una estrecha relación evolutiva dentro del género Ciconia.

## Conservación

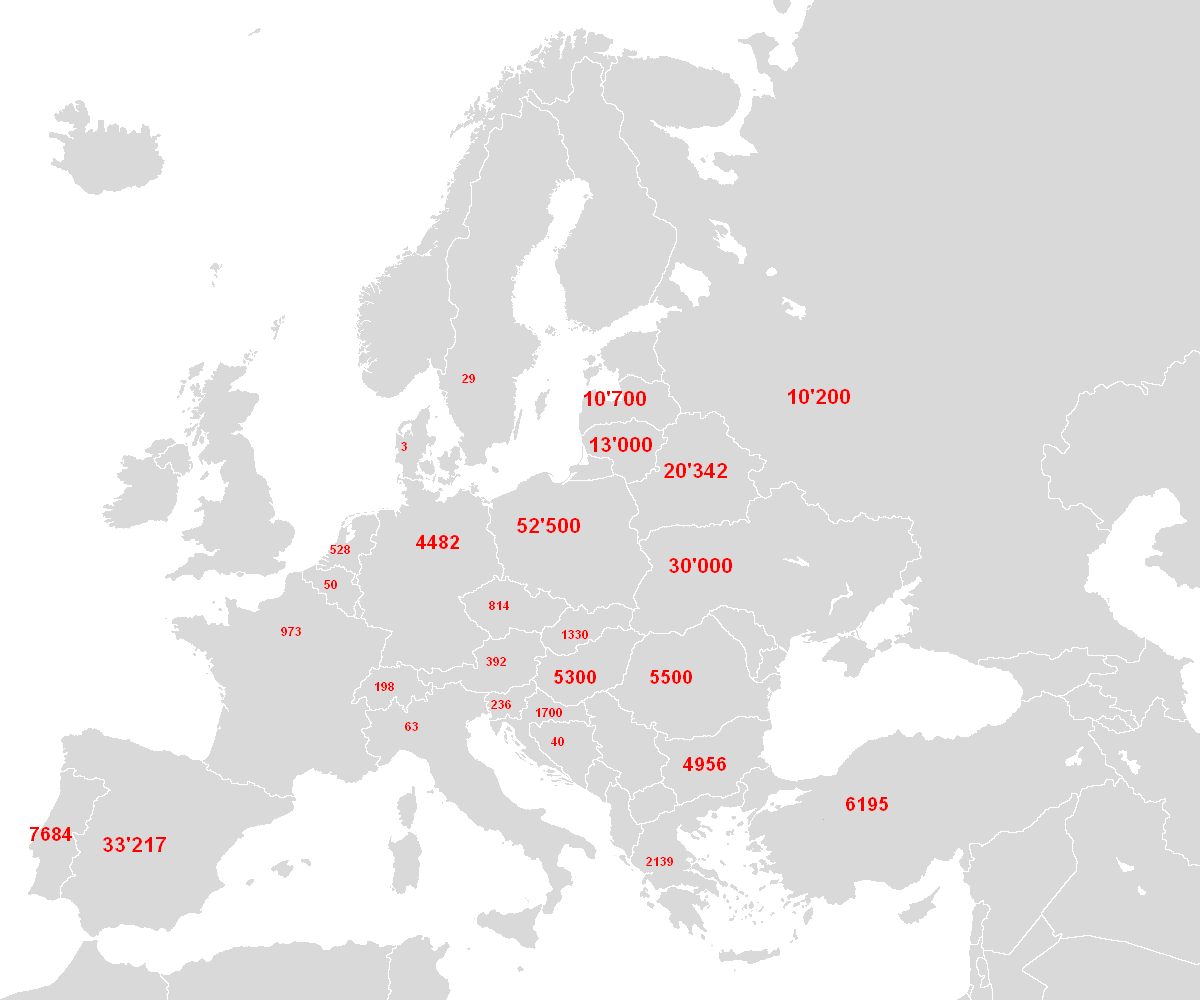
Resultados del censo de cigüeñas blancas en Europa de 2004/05 (cifras indican el número de parejas reproductoras).

La reducción en el número de cigüeñas blancas por la industrialización y los cambios agrícolas (principalmente el drenaje de los humedales y la conversión de praderas en cultivos tales como maíz) se inició en el siglo xiv: la última cigüeña salvaje en Bélgica fue registrada en 1895, en Suecia en 1955, en Suiza en 1950 y en Holanda en 1991. Sin embargo, la especie ha sido reintroducida en muchas regiones. En 1988 la IUCN la clasificó como una especie casi amenazada y desde 1994 como una especie bajo preocupación menor. Es también una de las especies a las que se aplica el Acuerdo sobre la Conservación de Aves Acuáticas Migratorias de África y Eurasia (AEWA). Las partes en el acuerdo deben participar en una amplia gama de estrategias de conservación descritas en un plan de acción detallado.
El plan tiene por objeto abordar cuestiones claves como la conservación de especies y hábitats, la gestión de las actividades humanas, la investigación, y la educación.
Las amenazas incluyen la reducción continua de los humedales, las colisiones con líneas eléctricas aéreas, el uso de pesticidas persistentes (por ejemplo, DDT) para combatir las langostas en África, así como la caza ilegal, sobre todo en las rutas de migración y las zonas de invernada.

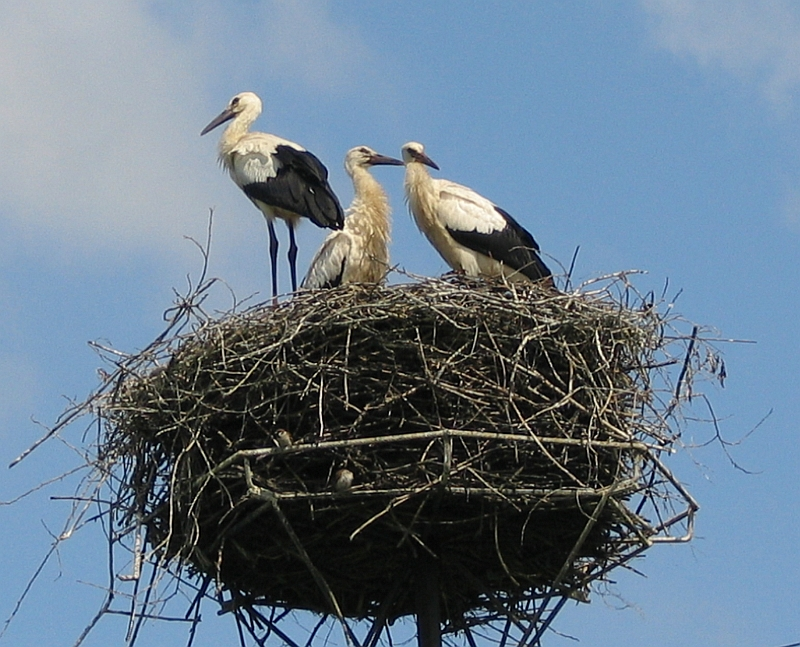
Una de las plataformas de anidación artificiales construidas en Polonia como medida de conservación y para evitar que las cigüeñas aniden en los postes eléctricos e interrumpan el suministro de electricidad. En la fotografía se pueden observar tres cigüeñas blancas juveniles en la parte superior del nido, además de dos gorriones molineros posados en el lateral inferior izquierdo.

Una numerosa población de cigüeñas blancas anida en Europa Central y Oriental. En un censo realizado en 2004/05, había 52 500 parejas en Polonia, 30 000 parejas en Ucrania, 20 000 parejas en Bielorrusia, 13 000 parejas en Lituania (la mayor densidad conocida de esta especie en el mundo), 10.700 parejas en Letonia, y 10 200 en Rusia. Había alrededor de 5500 parejas en Rumanía, 5300 en Hungría y una estimación de 4956 parejas reproductoras en Bulgaria. Alemania contaba 4482 parejas, la mayoría de las cuales se encontraban en la región oriental, especialmente en los estados de Brandenburg y Mecklemburgo-Pomerania Occidental (1296 y 863 parejas en 2008, respectivamente).
Con excepción de España y Portugal (respectivamente 33 217 y 7 684 parejas en 2004/05), las poblaciones de Europa meridional y occidental son generalmente mucho menos estables; por ejemplo, la población danesa se redujo a solo tres parejas en 2005. En Europa occidental, la cigüeña blanca sigue siendo un ave rara a pesar de los esfuerzos de conservación. En 2004 Francia solo tenía 973 parejas, y los Países Bajos 528 parejas. En la región del Mediterráneo oriental Turquía tenía una población considerable de 6195 parejas, y Grecia 2139 parejas.
A principios de los años 1980, la población se había reducido a menos de nueve parejas en la parte superior del valle del Rin, una región estrechamente relacionada con la cigüeña blanca durante siglos. Las actividades de conservación lograron aumentar la población hasta 270 parejas (en 2008), debido en gran parte a los esfuerzos de la Asociación para la Protección y Reintroducción de Cigüeñas en Alsacia y Lorena. La reintroducción de aves criadas en zoológicos ha detenido los descensos en Italia, los Países Bajos y Suiza. En 2008 había 601 parejas reproductoras en Armenia y alrededor de 700 parejas en los Países Bajos. Algunas parejas anidan en Sudáfrica, siendo colonos recientes, originarios de la población invernante normal.
En Polonia, los postes eléctricos fueron modificados con la adición de una plataforma en la parte superior para evitar que los grandes nidos de la cigüeña blanca causan interrupción del suministro eléctrico, y a veces los nidos se trasladan del polo eléctrico a una plataforma de anidación artificial. En los Países Bajos la introducción de aves criadas en zoológicos, fue seguido por programas de alimentación y de creación de nidos por voluntarios. Programas de reintroducción similares se llevaron a cabo en Suecia, y Suiza, donde se registraron 175 parejas reproductoras en 2000. La viabilidad a largo plazo de la población de Suiza es algo incierto, ya que las tasas del éxito reproductivo son bajas, y la alimentación complementaria no parece tener beneficios notables.

## Importancia cultural

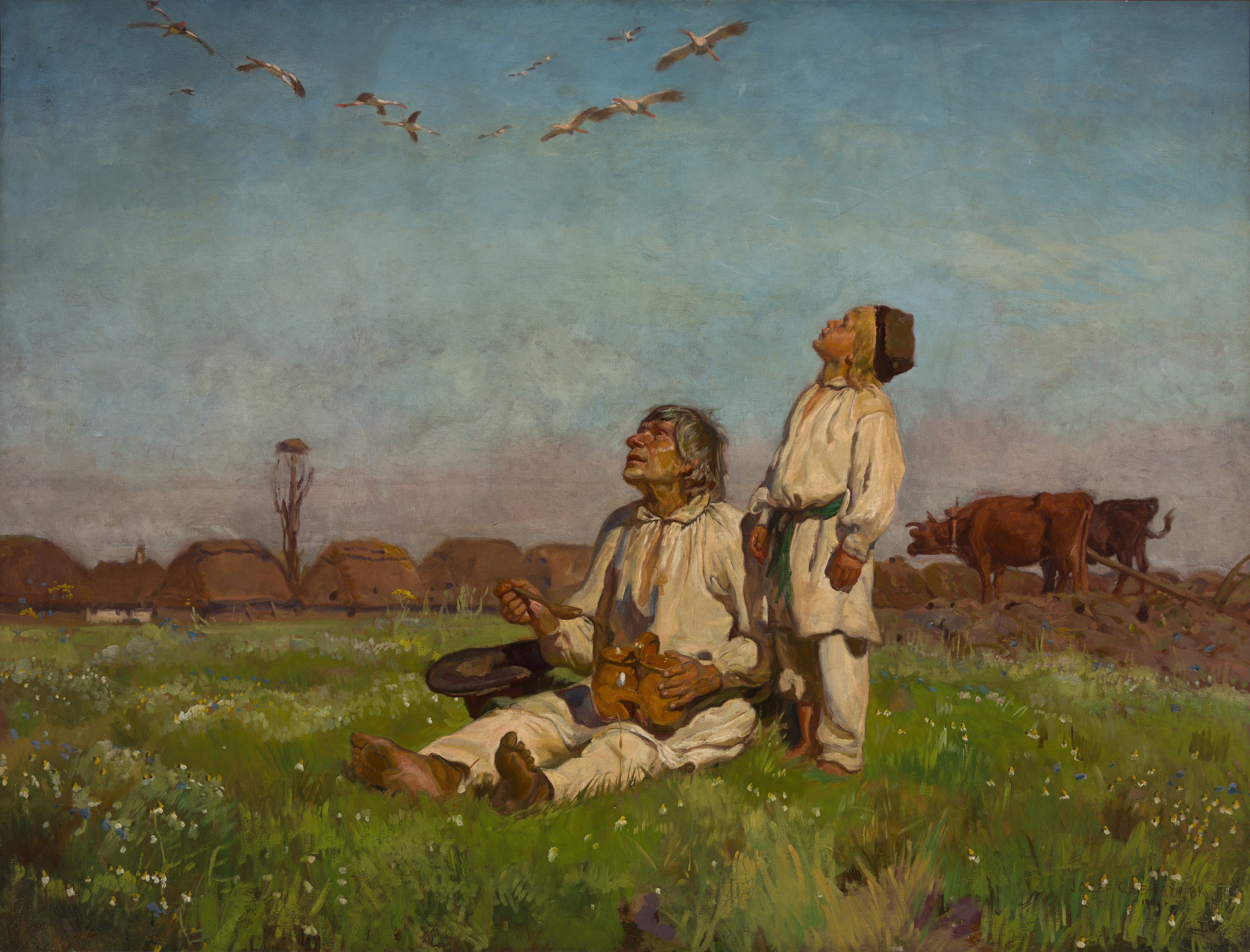
"Bociany" (cigüeñas), una pintura de Józef Chelmonski (1849–1914).

La cigüeña blanca ha tenido un impacto notable en el folclore y la cultura humana debido a su comportamiento de anidación cerca o dentro de asentamientos humanos, su gran tamaño, y la depredación de animales dañinos. En Antiguo Egipto se la asoció con el jeroglífico del Ba, o «alma». La palabra hebreo para la cigüeña blanca es chasidah, cuyo significado es «misericordioso» o «bueno». La mitología griega y romana retratan las cigüeñas blancas como modelos de devoción paterna, y se creía que no murieron de vejez, pero que volaron a las islas y adoptaron la apariencia de seres humanos. El ave aparece en dos de las fábulas de Esopo: La zorra y la cigüeña y El granjero y la cigüeña. Se creía también que cuidaron de sus padres ancianos, dándolos de comer y hasta transportándolos, y los libros de niños las presentaron como un modelo de valores filiales. Una ley griega llamada pelargonia, derivada de la palabra griega pelargos para cigüeña, obligó a los ciudadanos de cuidar de sus padres envejecidos. Los griegos también decretaron que la muerte de una cigüeña podría ser castigada con la pena de muerte. Presuntamente estaba protegida en antigua Tesalia, por cazar serpientes y por la creencia común de que era el «pájaro blanco» de Virgilio. Los escritores romanos mencionaron que la llegada de la cigüeña blanca en la primavera era el señal para los agricultores de plantar sus viñas.
Los seguidores del Islam veneraron las cigüeñas porque parecían hacer una peregrinación anual a La Meca durante su migración. Algunas de las primeras investigaciones sobre la migración de aves fueron iniciadas tras el descubrimiento en Europa del Pfeilstorch (o «cigüeñas flecha»), es decir cigüeñas blancas que fueron heridas por flechas en África y que lograron migrar hacia Europa con las flechas en sus cuerpos. Un ejemplo bastante conocido es el de una cigüeña que fue encontrada en el verano de 1822 en la ciudad alemana de Klütz en Mecklemburgo y que fue transformada en una muestra de taxidermia montada, junto con la flecha africana, que ahora se encuentra en la Universidad de Rostock.

Escudo de la ciudad de La Haya.

Si no son molestadas, las cigüeñas tienen poco miedo de los seres humanos, y en Europa a menudo anidan encima de edificios. En Alemania, se creía que la presencia de un nido de cigüeñas encima de una casa daba protección contra incendios. Se creía también que sus almas eran humanas. En los Países Bajos y Alemania se construyeron plataformas de anidación cerca de las viviendas para atraer cigüeñas, y con ellas la buena suerte. En Polonia, Lituania y Ucrania se creía que las cigüeñas traen armonía a una familia en cuya propiedad anidan.
El retrato de la cigüeña blanca es un adorno popular en sellos de correos, y está incluido en más de 120 sellos emitidos por más de 60 entidades emisoras diferentes. Es el ave nacional de Lituania, y fue una mascota polaca en la feria Expo 2000 de Hannover. Su retrato fue también incluido en los escudos de varias ciudades en los Países Bajos, incluyendo La Haya, y es el símbolo de la comunidad autónoma de Extremadura en el suroeste de España.[cita requerida] El poeta polaco Cyprian Kamil Norwid mencionó cigüeñas en su poema Moja piosnka (II) («Mi canto (II)»).

### Cigüeñas y nacimientos

Der Klapperstorch (La cigüeña), una pintura de Carl Spitzweg (1808–1885).

Según el folclore europeo, la cigüeña es el ave responsable de entregar los bebés a sus nuevos padres. La leyenda es muy antigua, pero fue popularizada durante el siglo xix por un cuento de Hans Christian Andersen titulado Las cigüeñas. En el folclore alemán las cigüeñas encontraron los bebés en cuevas o pantanos y los llevaron a los hogares en su pico o en una cesta en la espalda. En estas cuevas había adebarsteine o «piedras de cigüeñas». Luego los bebés fueron entregados a la madre o tirados por la chimenea. Cuando se quería tener hijos, los hogares colocaron dulces en el alféizar de la ventana para notificar a la cigüeña. Desde Europa el folclore se propagó por el mundo, hasta América del Sur y países como las Filipinas.
En la mitología y religión eslava, se creía que las cigüeñas llevaron las almas nonatas desde Iriy a la Tierra durante la primavera y el verano. Esta creencia persiste en la cultura popular moderna de muchos países eslavos en el cuento infantil simplificado que «las cigüeñas traen los bebés al mundo». Los eslavos consideraban que las cigüeñas trajeron buena suerte, y que matarlas traería mala suerte. Un estudio a largo plazo, que mostró una correlación espuria entre el número de nidos de cigüeña en una región y los nacimientos humanos, es ampliamente utilizado en la enseñanza de estadística como ejemplo para poner de relieve que una correlación no indica necesariamente una causalidad. El mito de la entrega de niños apareció en diferentes formas a lo largo de la historia. A los hijos de esclavos en los Estados Unidos se les contaba a veces que los bebés blancos fueron traídos por las cigüeñas, mientras que los bebés de los esclavos nacieron a partir de huevos de buitres.
El psicoanalista Marvin Margolis sugiere que la naturaleza duradera de la fábula de la cigüeña como portadora de los recién nacidos está ligada a una necesidad psicológica, ya que alivia la incomodidad de hablar sobre el sexo y la procreación con sus hijos. A lo largo de la historia las aves se asociaron con los símbolos maternales de deidades, tales como Juno, hasta incluso el Espíritu Santo, y la cigüeña puede haber sido elegida por su plumaje blanco (que representa la pureza), su tamaño (ya que parece lo suficientemente grande como para llevar a un bebé), y el vuelo a gran altitud (asociado con el vuelo entre la Tierra y el Cielo). La fábula y su relación con el mundo interno del niño han sido discutidos por Sigmund Freud, y Carl Jung. En efecto, Jung recordó que se le contó la historia a él mismo al nacimiento de su propia hermana. El vínculo tradicional con el recién nacido continúa con su uso en la publicidad para productos tales como pañales y tarjetas de nacimiento.
También había aspectos negativos en el folclore de la cigüeña; por ejemplo, un cuento popular polaco relata que Dios creó el plumaje de la cigüeña blanca, mientras que el Diablo le dio alas negras, lo que le confiere características buenas y malas. En Alemania la cigüeña se asoció también con los bebés discapacitados o nacidos muertos, lo que se explicó como un accidente en el cual la cigüeña dejó caer el bebé en camino hacia su hogar, o como una venganza o castigo por algún daño que se la administró en el pasado. En Dinamarca, se decía que las cigüeñas tiran en años sucesivos un pichón o un huevo del nido. En la Inglaterra medieval, las cigüeñas también se asociaron con el comportamiento adulterio, posiblemente inspirado en sus rituales de cortejo. Además, el acicalamiento y su postura fueron a veces asociados con la presunción.

## Obra citada
- Cramp, Stanley (ed), ed. (1977). Handbook of the Birds of Europe, the Middle East and North Africa, the Birds of the Western Palearctic, Volume 1: Ostrich to Ducks. Oxford: Oxford University Press. ISBN 0-19-857358-8.
- Elliott, Andrew (1992). «Family Ciconiidae (Storks)».  En del Hoyo, Josep, Elliott, Andrew; Sargatal, Jordi, ed. Handbook of the Birds of the World Volume 1: Ostrich to Ducks. Barcelona: Lynx Edicions. ISBN 84-87334-10-5.
- Haverschmidt, François (1949). The Life of the White Stork. Leiden: E. J. Brill.
- Newton, Ian (2010). Bird Migration. "Collins New Naturalist Library", 113. Londres: Collins. ISBN 0-00-730732-2.
- Svensson, Lars; Grant, Peter J. (1999). Collins Bird Guide. Londres: HarperCollins. ISBN 0-00-219728-6.
- Van den Bossche, Willem (2002). Eastern European White Stork Populations: Migration Studies and Elaboration of Conservation Measures. Bonn, Alemania: German Federal Agency for Nature Conservation. Archivado desde el original el 18 de julio de 2011. Consultado el 7 de marzo de 2013.